# Donau Chem
Donau Chem Turnu Măgurele este un combinat producător de îngrășăminte chimice din România deținut de grupul Interagro.
Compania a fost înființată în anul 2004 prin privatizarea activelor fostei S.C. TURNU – S.A., aflată în lichidare voluntară.
Înaintea privatizării, combinatul chimic a avut probleme din cauza poluării.
Combinatul fost închis parțial, pentru retehnologizare, în noiembrie 1999, în urma numeroaselor cazuri de poluare transfrontalieră înregistrate.
Ulterior, Ministerul Mediului a dispus de mai multe ori încetarea activității unor secții ale combinatului, tot din cauza poluării în zona de frontieră.
În anul 2003, orașul Nicopole din Bulgaria, situat în apropiere de Turnu Măgurele, pe celălalt mal al Dunării era singurul oraș din Bulgaria în care toți locuitorii aveau măști de gaze.
Un alt caz similar de poluare transfrontalieră a fost cel al Verachim Giurgiu, care a poluat orașul Ruse, tot din Bulgaria.
În anii 1980, orașul Ruse, situat în apropiere de Giurgiu, pe celălalt mal al Dunării, a fost suspus unor adevărate atacuri cu gaze din partea Combinatului Chimic Giurgiu.
Număr de angajați:
- 2011: 1.021[4]
- 2009: 1.072[5]
- 1999: 2.500[4]

Cifra de afaceri în 2011: 19 milioane euro